# Domino Harvey
Domino Harvey (Londres, 7 de agosto de 1969 - Los Angeles, 27 de junho de 2005) foi uma caçadora de recompensas nos Estados Unidos. Veio de uma família abastada, sendo filha do famoso ator Laurence Harvey e da modelo Paulene Stone. A fama de Harvey foi aumentada postumamente pelo lançamento de 2005 do filme Domino, que foi vagamente baseado em sua vida, no qual Harvey foi retratado por Keira Knightley.

## Início da vida
Harvey nasceu em 7 de agosto de 1969 em Hammersmith, Londres, filha do ator Laurence Harvey e da modelo Paulene Stone. Laurence Harvey ainda era casado com Joan Cohn até 1972; se casou com Stone logo após se divorciar de Cohn. Depois que Laurence Harvey morreu de câncer em 1973, Stone criou Domino em Belgravia, uma área muito rica de Londres. Quando menina, Harvey aprontava muito e gostava de brincar com bonecos de ação. Mais tarde, ela lembrou que estudou artes marciais e frequentemente lutava com outras crianças. Ela participou de quatro internatos, incluindo Dartington Hall e Frensham Heights, e foi expulsa de alguns deles.

## Carreira
Harvey abandonou a escola ainda adolescente para seguir a carreira de modelo, mas não gostou. Mais tarde, ela alegou ter frequentado o Lee Strasberg Institute e sido representada pela Ford Modeling Agency; em um artigo de 2005, Aida Edemariam, do The Guardian, observou que não conseguiu verificar essas alegações de forma independente, pois ninguém se lembrava de Harvey. Harvey estudou engenharia de som e trabalhou como DJ em vários clubes de Londres, gerenciando um deles. Naquela época, ela morava em Notting Hill e também desenhava e vendia camisetas em Kensington Market, Londres. Aos 19 anos, depois de passar um tempo em um kibutz em Israel, Harvey mudou-se para o sul da Califórnia, onde sua mãe havia se mudado anos antes, depois de se casar com o empresário americano Peter Morton. Harvey já havia resistido à ideia de se mudar para os Estados Unidos.
Na Califórnia, Harvey começou a trabalhar como DJ em clubes de Los Angeles. Ela então trabalhou em um rancho perto de San Diego, e serviu como bombeira voluntária em Boulevard, Califórnia. Naquela época, seus amigos a treinaram no uso de armas de fogo. Depois de servir como bombeiro voluntário por um ano, Harvey treinou como paramédica e fez cursos de ciência do fogo. Em 1993, se inscreveu sem sucesso no Corpo de Bombeiros de Los Angeles e depois se matriculou em um curso de curta duração para se tornar uma agente de recuperação de fiança, ou caçadora de recompensas.

## Caça a recompensas
Depois de concluir um curso de treinamento de agente de recuperação de fiança, Harvey começou a trabalhar com o professor do curso, Ed Martinez, em uma agência de fiança no sul de Los Angeles administrada por Celes King III. Como uma das poucas mulheres que trabalham como caçadoras de recompensas nos Estados Unidos, ela procurou principalmente traficantes e ladrões, mas ocasionalmente rastreou assassinos. Gostou do trabalho e Martinez disse mais tarde que ela era uma das caçadoras de recompensas mais habilidosas que conhecia. Trabalhou principalmente com dois outros caçadores de recompensas ao rastrear fugitivos.
Harvey colecionava espadas e facas, e mantinha AK-47s em seu apartamento. Como caçador de recompensas em meados da década de 1990, Harvey ganhava cerca de US$ 30 000 a 40 000 por ano. A agência onde Harvey trabalhava recebeu 10% da fiança paga por cada fugitivo capturado. Disse que escolheu a caça de recompensas pela emoção do trabalho, mesmo que não fosse um trabalho bem remunerado. Ela normalmente trabalhava no sul da Califórnia, mas em uma ocasião viajou pelos Estados Unidos para Atlanta, Geórgia, para procurar um dos dez fugitivos mais procurados do FBI.
Harvey morava em cima da garagem da casa de sua mãe em Beverly Hills, Califórnia. Depois que começou a trabalhar como caçadora de recompensas, o Daily Mail publicou um artigo sobre ela. O diretor Tony Scott leu o artigo e entrou em contato com Harvey. Eles logo se tornaram amigos e se visitavam regularmente; Scott passou um tempo observando-a enquanto ela rastreava fugitivos. A amizade deles durou o resto de sua vida.

## Vício e morte
Harvey entrou em clínicas de reabilitação de drogas quatro vezes; cada estadia foi financiada por sua mãe. Scott afirma que Harvey e os caçadores de recompensas com quem trabalhava costumavam manter as drogas que encontravam ao prender criminosos. Martinez disse que usaram maconha, cocaína e heroína. Em 1997, Harvey viajou para uma clínica de reabilitação de drogas no Havaí. Ela morou no Havaí por dois anos. Em 2001, tendo retornado à Califórnia, ela tentou se tornar uma caçadora de recompensas novamente, mas não conseguiu encontrar trabalho com seu empregador anterior.
Em 2003, Harvey foi presa sob a acusação de posse de metanfetamina depois que os delegados do xerife encontraram a droga em sua casa enquanto investigavam um alarme de assalto. Se declarou culpada e participou de um programa de tratamento; a prisão foi, consequentemente, removida de sua ficha criminal. Em maio de 2005, Harvey foi presa sob acusações federais de tráfico de metanfetaminas; ela sustentou que era inocente. Passou três semanas no Metropolitan Detention Center, Los Angeles. Ela pagou fiança de US$ 1 milhão e foi colocada em prisão domiciliar, ficando em sua casa em West Hollywood. Enquanto estava em prisão domiciliar, Harvey usava uma tornozeleira eletrônica de monitoramento.
Harvey negou continuamente que fosse uma traficante de drogas, alegando ter sido armada. Enquanto estava em prisão domiciliar, ela morava com uma pessoa que ela havia contratado como "guardião sóbrio" para ajudá-la a se abster do uso de drogas. Na noite de 27 de junho de 2005, seu assessor a descobriu inconsciente em seu banho. Foi levada para um hospital, mas não pôde ser reanimada. O Departamento de Medicina Legal do Condado de Los Angeles determinou que ela havia sofrido uma overdose do medicamento analgésico fentanil.

## Filme
Um filme inspirado em sua vida, Domino, foi lançado em outubro de 2005. Em seus preparativos para o filme, o diretor Tony Scott gravou horas de conversas que teve com Harvey sobre incidentes de caça a recompensas. Durante as filmagens, Harvey passou três semanas no set. Houve tablóides relata que o final foi alterado após sua morte e também que estava descontente com o retrato dela no filme. O estúdio de cinema respondeu que esteve envolvida com o projeto por quase 12 anos. Os preparativos promocionais do filme incluem Harvey no set com o elenco e a equipe; ela contribuiu para a trilha sonora e também participou da festa de encerramento do filme em dezembro de 2004. A própria Harvey aparece no final dos créditos do elenco do filme. No entanto, ela não viveu para vê-lo lançado.